# خشب هيكلي

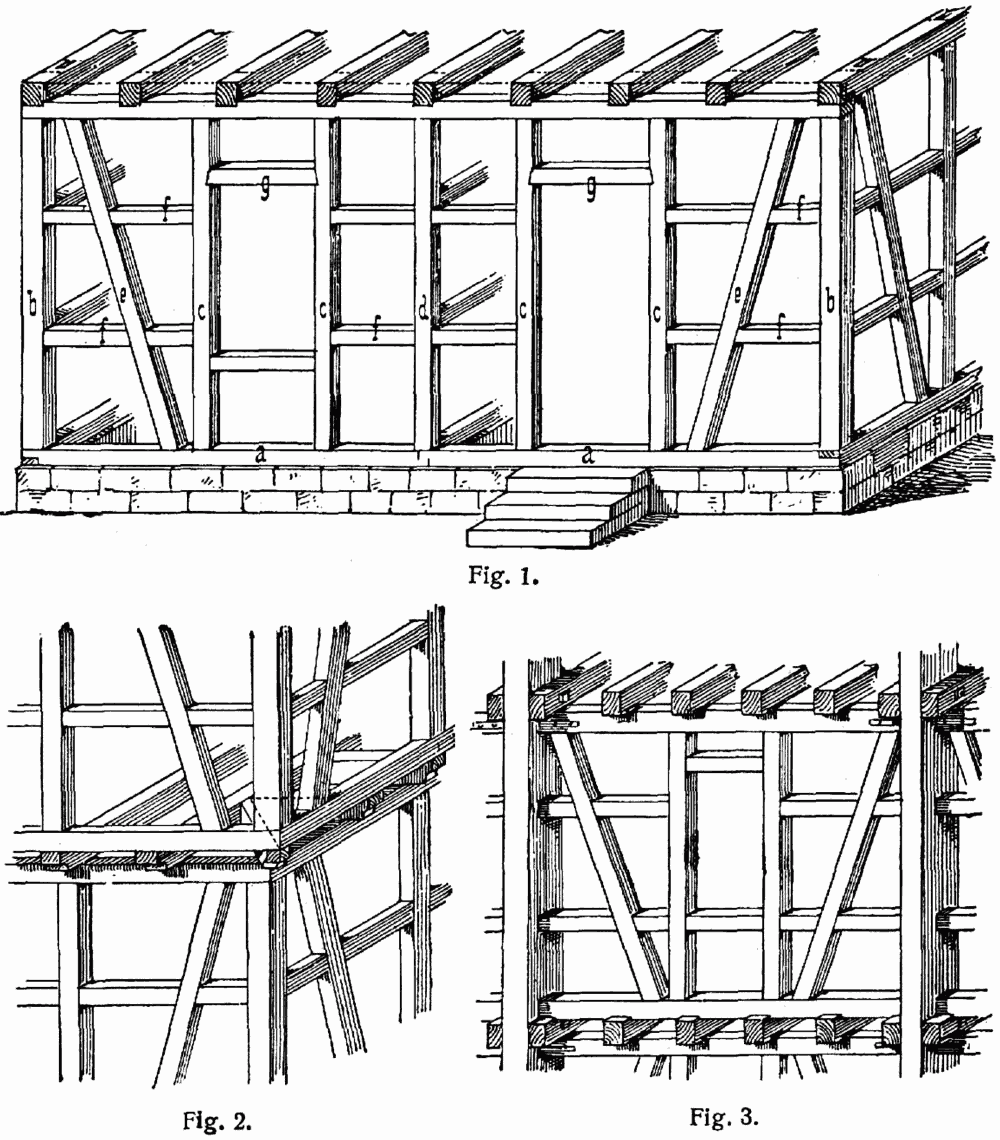
(قاموس التكنولوجيا) منذ 1904 منقبل Otto Lueger

الخشب الهيكلي يعني الخشب المستخدم في تشييد المباني. الخشب هو أقدم مواد البناء التي إستخدمها البشر لبناء منازلهم ، كما يتضح من الآثار .

## مواضيع لها صلة
- خشب رقائقي